# Finales NBA 1972
Navigation
Finales 1971 Finales 1973
Les finales NBA 1972 sont la dernière série de matchs de la saison 1971-1972 de la NBA et la conclusion des séries éliminatoires (playoffs) de la saison. Le champion de la conférence Est, les Knicks de New York rencontrent le champion de la conférence Ouest, les Lakers de Los Angeles. Milwaukee possède l'avantage du terrain. Los Angeles a battu New York en cinq matchs. Les Lakers ont obtenu leur premier titre NBA depuis le déménagement de la franchise de Minneapolis à Los Angeles. Ce fut une revanche de la finale NBA 1970 que les Knicks avaient gagné dans une série de sept matchs.
L’équipe des Lakers de Los Angeles ont remporté 69 matchs en saison régulière, dont 33 victoires consécutives, un record qui n’a pas encore été battu. Les 69 victoires demeureront un record du le plus grand nombre de victoires en une saison jusqu’à ce que les Bulls de Chicago de 1995-1996 (emmenés par Michael Jordan) réalisent une saison à 72 victoires.
Ils étaient menés par Wilt Chamberlain, le meilleur rebondeur de la NBA cette saison. Les meneur Gail Goodrich et Jerry West ont chacun été parmi les dix meilleurs marqueurs cette saison, menant la meilleure attaque de la NBA à 121 points par match. West a également mené la NBA au niveau des passes décisives.
Los Angeles avait éliminé une solide équipe des Bulls de Chicago lors du premier tour des playoffs, puis défait le champion en titre, les Bucks de Milwaukee en six matchs pour accéder à la finale.
New York était une équipe défensive qui n'a encaissé que 98,2 points par match sur la saison régulière. Ils avaient défait les Bullets de Baltimore, puis renversé les Celtics de Boston pour remporter la finale de la conférence Est.

## Résumé de la saison régulière
| Conférence Est | Conférence Est         | Conférence Est | Conférence Est | Conférence Est |
| No             | Franchise              | Vic.           | Déf.           | PCT            |
| -------------- | ---------------------- | -------------- | -------------- | -------------- |
| 1              | Celtics de Boston      | 56             | 26             | 68.3           |
| 2              | Bullets de Baltimore   | 38             | 44             | 46.3           |
| 3              | Knicks de New York     | 48             | 34             | 58.5           |
| 4              | Hawks d'Atlanta        | 36             | 46             | 43.9           |
|                |                        |                |                |                |
| 5              | 76ers de Philadelphie  | 30             | 52             | 36.6           |
| 6              | Royals de Cincinnati   | 30             | 52             | 36.6           |
| 7              | Cavaliers de Cleveland | 23             | 59             | 28.0           |
| 8              | Braves de Buffalo      | 22             | 60             | 26.8           |

| Conférence Ouest | Conférence Ouest          | Conférence Ouest | Conférence Ouest | Conférence Ouest |
| No               | Franchise                 | Vic.             | Déf.             | PCT              |
| ---------------- | ------------------------- | ---------------- | ---------------- | ---------------- |
| 1                | Lakers de Los Angeles C   | 69               | 13               | 84.1             |
| 2                | Bucks de Milwaukee        | 63               | 19               | 76.8             |
| 3                | Bulls de Chicago          | 57               | 25               | 69.5             |
| 4                | Warriors de Golden State  | 51               | 31               | 62.2             |
|                  |                           |                  |                  |                  |
| 5                | Suns de Phoenix           | 49               | 33               | 59.8             |
| 6                | SuperSonics de Seattle    | 47               | 35               | 57.3             |
| 7                | Rockets de Houston        | 34               | 48               | 41.5             |
| 8                | Pistons de Détroit        | 26               | 56               | 31.7             |
| 9                | Trail Blazers de Portland | 18               | 64               | 22.0             |

C - Champions NBA

### Tableau des playoffs
|  | Demi-finales de Conférence | Demi-finales de Conférence | Demi-finales de Conférence |                       |   | Finales de Conférence | Finales de Conférence | Finales de Conférence |  |  | Finales NBA | Finales NBA        | Finales NBA |
|  |                            |                            |                            |                       |   |                       |                       |                       |  |  |             |                    |             |
|  | 1                          | Celtics de Boston          | 4                          |                       |   |                       |                       |                       |  |  |             |                    |             |
|  | 4                          | Hawks d'Atlanta            | 2                          |                       |   |                       |                       |                       |  |  |             |                    |             |
|  | 4                          | Hawks d'Atlanta            | 2                          |                       | 1 | Celtics de Boston     | 1                     |                       |  |  |             |                    |             |
|  | Conférence Est             |                            |                            |                       | 1 | Celtics de Boston     | 1                     |                       |  |  |             |                    |             |
|  |                            |                            | 3                          | Knicks de New York    | 4 |                       |                       |                       |  |  |             |                    |             |
|  | 3                          | Knicks de New York         | 3                          | Knicks de New York    | 4 | 4                     |                       |                       |  |  |             |                    |             |
|  | 3                          | Knicks de New York         |                            |                       |   | 4                     |                       |                       |  |  |             |                    |             |
|  | 2                          | Bullets de Baltimore       | 2                          |                       |   |                       |                       |                       |  |  |             |                    |             |
|  |                            |                            |                            |                       |   |                       |                       |                       |  |  | E3          | Knicks de New York | 1           |
|  |                            |                            | O1                         | Lakers de Los Angeles | 4 |                       |                       |                       |  |  |             |                    |             |
|  | 1                          | Lakers de Los Angeles      | 4                          |                       |   |                       |                       |                       |  |  |             |                    |             |
|  | 4                          | Bulls de Chicago           | 0                          |                       |   |                       |                       |                       |  |  |             |                    |             |
|  | 4                          | Bulls de Chicago           | 0                          |                       | 1 | Lakers de Los Angeles | 4                     |                       |  |  |             |                    |             |
|  | Conférence Ouest           |                            |                            |                       | 1 | Lakers de Los Angeles | 4                     |                       |  |  |             |                    |             |
|  |                            |                            | 3                          | Bucks de Milwaukee    | 2 |                       |                       |                       |  |  |             |                    |             |
|  | 3                          | Warriors de Golden State   | 3                          | Bucks de Milwaukee    | 2 | 1                     |                       |                       |  |  |             |                    |             |
|  | 3                          | Warriors de Golden State   |                            |                       |   | 1                     |                       |                       |  |  |             |                    |             |
|  | 2                          | Bucks de Milwaukee         | 4                          |                       |   |                       |                       |                       |  |  |             |                    |             |

## Résumé de la finale NBA
| Game 1 | 26 avril | Los Angeles Lakers | 92–114 (0–1)     | New York Knicks    |
| Game 2 | 30 avril | Los Angeles Lakers | 106–92 (1–1)     | New York Knicks    |
| Game 3 | 3 mai    | New York Knicks    | 96–107 (1–2)     | Los Angeles Lakers |
| Game 4 | 5 mai    | New York Knicks    | 111–116 OT (1–3) | Los Angeles Lakers |
| Game 5 | 7 mai    | Los Angeles Lakers | 114–100 (4–1)    | New York Knicks    |

## Équipes

### Knicks de New York
| Effectif des Knicks de New York 1971-1972 |
| --- |
| 7 Dean Meminger • 10 Walt Frazier • 12 Dick Barnett • 15 Earl Monroe • 18 Phil Jackson • 19 Willis Reed • 22 Dave DeBusschere • 24 Bill Bradley • 32 Jerry LucasEntraîneur : Red Holzman |

### Lakers de Los Angeles
| Effectif des Lakers de Los Angeles 1971-1972 |
| --- |
| 5 Jim McMillian • 11 Jim Cleamons • 12 Pat Riley • 13 Wilt Chamberlain (MVP Finales) • 14 LeRoy Ellis • 20 Bill Hosket • 21 Flynn Robinson • 24 Keith Erickson • 25 Gail Goodrich • 31 John Trapp • 44 Jerry West • 52 Happy HairstonEntraîneur : Bill Sharman |